# البطحة الشرقية
البطحة الشرقية هي واحدة من المحافظات الثلاث التي تشكل منطقة البطحة في تشاد. المدينة الرئيسية هي أم هاجر .

## التقسيمات
محافظة البطحة الشرقية تنقسم إلى 4 محافظات فرعية :
- أم هاجر
- اسيني
- هاراز جومبو كيبيت
- أم ساك

## إدارة
محافظ البطحة (منذ 2002):
- 9 أكتوبر 2008 : ديوموندو دينجتودجي [1]
- 3 فبراير 2010 : محمد سعيد حجار